# Sony Mobile Communications
Sony Mobile Communications Inc. (in giapponese ソニーモバイルコミュニケーションズ株式会社?) è stata una sussidiaria della società giapponese Sony per la produzione di telefoni cellulari. Nasce dalla Sony Ericsson Mobile Communications AB che è stata una joint venture fondata il 1º ottobre 2001 da parte della Sony e della società di telecomunicazioni svedese Ericsson.
Il 10 gennaio 2012 Sony ha acquistato formalmente la quota di Ericsson nella joint venture per un ammontare di 1,05 miliardi di euro (1,47 miliardi di dollari), controllando così interamente la società prima gestita insieme al partner svedese. Sempre nel gennaio 2012 è stata annunciata l'uscita dello smartphone Sony Xperia S, il primo senza il marchio Ericsson. Il 16 febbraio 2012 la nuova società viene rinominata in Sony Mobile Communications.
Il 1º aprile 2021, Sony ha integrato le sue attività di elettronica, inclusa Sony Mobile, in un'unica società chiamata Sony Corporation.

## Storia

### La joint venture Sony Ericsson

Logo di Sony Ericsson

Lo scopo di questa fusione nacque dall'intento di combinare l'esperienza in elettronica di consumo di Sony con quella di Ericsson nel settore delle comunicazioni. Prima di tale fusione entrambe producevano autonomamente telefoni cellulari, ma gli scarsi profitti realizzati non consentivano a nessuna delle due aziende di competere con i colossi del settore di quell'epoca, quali Nokia e Motorola.
Il nuovo brand con cui la società si presentò sul mercato fu scelto tramite sondaggio su campioni rappresentativi dei mercati in cui la joint venture avrebbe dovuto operare. Ne risultò che Sony era in assoluto fra i marchi più conosciuti a livello globale, ma Ericsson poteva vantare una tradizione di più lunga durata nel campo delle telecomunicazioni, specie in Europa.
Il primo telefonino commercializzato con il nuovo brand fu nel 2002 il T68i, che era sostanzialmente una rielaborazione di un precedente modello Ericsson, il T68 uscito nel 2001. La vera novità del nuovo modello stava nella possibilità di collegare una fotocamera (avente una risoluzione di 0,3 megapixel) alla "pop-port" del telefono e di inviare le foto scattate via mms.

### L'inizio (2002-2004)
Inizialmente, i risultati della nuova compagnia non rispecchiarono le attese delle due società fondatrici: a poca distanza dalla nascita, la quota di mercato nella telefonia mobile della Sony Ericsson risultava significativamente più bassa della somma delle quote di mercato che detenevano separatamente Sony ed Ericsson prima della joint venture. Delle iniezioni di capitali da parte di Ericsson e Sony nel corso del 2003 e 2004 permisero di arginare le perdite e di pianificare nuove iniziative commerciali per abbattere il divario con la concorrenza.

### Le innovazioni e la risalita (2005-2007)
La strategia adottata per superare il difficile momento fu quella di introdurre sui dispositivi diversi supporti alla multimedialità, sia hardware che software, grazie anche allo sfruttamento dei brand e del know-how di Sony nel campo musicale (col noto marchio Walkman) e foto-ottico (marchi Cyber-shot, Carl Zeiss). Nel corso degli anni seguenti seppe quindi recuperare il terreno perduto. I dispositivi mobili con fotocamera, aventi marchio Cyber-shot, vennero considerati dagli appassionati e dagli esperti nel settore, cellulari con elevate caratteristiche prestazionali e qualitative difficilmente reperibili in altri produttori e la dimostrazione fu che l'azienda produsse la prima fotocamera da 2 megapixel con autofocus nel 2005 sul modello K750i e nel 2008 la prima fotocamera a 8 megapixel mai incorporata su un telefono cellulare (modello C905). Nel 2006 cominciarono le produzioni e distribuzioni dei primi cellulari con sistema operativo Symbian, destinato ad accompagnare ogni modello dell'azienda di lì in avanti. Tra il 2005 e il 2007 Sony Ericsson riuscì ad aumentare costantemente la propria quota di mercato, a ridosso dei colossi del settore, che fino a pochi anni prima apparivano come irraggiungibili. La distribuzione dei prodotti crebbe del 43% nel 2007. Sempre nel medesimo anno, l'azienda superò addirittura Nokia in termini di utile netto.
Alla fine del 2007, quando Sony Ericsson contava più di 8000 dipendenti in tutto il mondo, iniziarono le prime difficoltà, dovute principalmente a nuovi concorrenti sul mercato (Apple iPhone, HTC, ZTE e Huawei), alla diffusione del nuovo sistema operativo Android di Google su molti dei dispositivi degli storici concorrenti (Samsung ed LG Electronics su tutti) e, non per ultima, alla crisi economica mondiale che si verificò a partire dal 2008.

### Il declino (2008-2010)
Le grandiose ambizioni di recuperare quote di mercato sul gigante dei telefonini Nokia dovettero essere momentaneamente abbandonate e la società nippo-svedese si accontentò di contendere alla sudcoreana LG la quarta piazza nella classifica dei produttori mondiali proprio dopo Nokia, Motorola e Samsung, per uscirne definitivamente sconfitta dopo il primo trimestre del 2008, quando gli utili netti calarono del 97%, spingendo l'azienda sull'orlo del baratro (insieme alla rivale Motorola), tanto che furono pianificati più di 2000 licenziamenti da eseguire nel corso dell'anno.
A causa della diminuzione delle vendite, la Sony Ericsson chiuse i suoi uffici in Egitto (Il Cairo), in Marocco (Rabat) e in Arabia Saudita (Riad), anche se l'azienda dichiarò che la chiusura degli uffici non significava l'abbandono dei mercati in quelle aree.
Alla fine del 2009 i dipendenti erano rimasti meno di 5000, nonostante alcuni trimestri positivi avessero ridotto il trend di perdita.
Il fatturato del terzo trimestre 2009 crollò ancora del 42% rispetto al medesimo periodo del 2008. L'utile netto, però, fu in crescita del 2,5% rispetto al 2008.
Il primo trimestre 2010 si aprì con gli utili in aumento ma con un lieve calo delle vendite (e quindi dei ricavi) rispetto allo stesso periodo del 2009. Questa perdita pesante fu dovuta oltre che alla crisi economica, anche e soprattutto al pesante ritardo avuto da Sony Ericsson nella produzione di smartphone rispetto alla concorrenza.

#### Classifica di vendite
Nel 2010, Sony Ericsson era il quinto produttore di cellulari dietro a Nokia, Samsung, LG e BlackBerry, ricoprendo circa il 7% del mercato mondiale.
Produttori di cellulari (in ordine di vendite nel primo trimestre del 2010):
1. Nokia
2. Samsung
3. LG Electronics
4. BlackBerry
5. Sony Ericsson

### La fine della joint venture (2011)
Nel 2011 Sony annunciò di voler acquistare la quota di Ericsson nella joint venture per un ammontare di 1,05 miliardi di euro (1,47 mld di dollari). Con l'accordo stipulato fra le due parti, Sony è diventata proprietaria anche di alcuni brevetti in precedenza di proprietà di Ericsson. L'operazione che ha permesso all'azienda giapponese di controllare interamente la società fino ad ora gestita insieme al partner svedese, si è conclusa a febbraio 2012.
A gennaio del 2012, in occasione della mostra del CES a Las Vegas, l'industria nipponica ha presentato nuovi smartphone della linea Xperia: l'Xperia S e l'Xperia Ion, entrambi facenti parte della nuova serie Xperia NXT, e marchiati solamente Sony.

## Prodotti
La strategia di marketing di Sony Ericsson si concentrò su diverse categorie principali di prodotti:
| Serie | Brand      | Descrizione                                                 | Origine                                          |
| ----- | ---------- | ----------------------------------------------------------- | ------------------------------------------------ |
| C     | Cyber-shot | Cellulari con fotocamera tecnologicamente avanzata.         | Cyber-shot                                       |
| D     | T-Mobile   | Telefoni cellulari ideati in esclusiva per T-mobile network | Deutsche Telekom (T-mobile)                      |
| F     | -          | Telefoni cellulari ideati per brand quali Vodafone Italia   | Fun & Entertainment (precedentemente Voda'f'one) |
| G     | -          | Compact Touchscreen series                                  | Generation Web                                   |
| J     | -          | Cellulari "entry level"                                     | Junior                                           |
| K     | Cyber-shot | All-around phones                                           | Kamera ("camera" in svedese)                     |
| M     | -          | Telefoni cellulari focalizzati sul business.                | Messaging                                        |
| P     | -          | "Powerhouse" smartphones                                    | PDA                                              |
| R     | -          | Telefoni con radio AM/FM incorporata                        | Radio                                            |
| S     | -          | Fashion phone                                               | Swivel, Slider, Snapshot                         |
| T     | -          | All-around phones                                           | Tala, Style (in svedese "talk", parlare)         |
| V     | Vodafone   | Cellulari creati in esclusiva per Vodafone Italia           | Vodafone                                         |
| W     | Walkman    | Telefoni cellulari focalizzati sulla musica in movimento    | Walkman                                          |
| X     | Xperia     | Convergence and powerhouse devices.                         | Xperia                                           |
| Z     | -          | Design-oriented phones                                      | Ze Bobber (Clamshells - unknown origin)          |

- Serie C, modelli: C702, C902, C905.
- Serie D, prodotti: D750.
- Serie F, prodotti: F305, F500, F500i
- Serie G, prodotti: G502, G700, G705, G900.
- Serie J, ovvero cellulari molto economici con poche funzioni destinati al mercato dell'entry-level. Prodotti: J110, J120, J132, J200, J210, J220, J230, J300.
- Serie K, che ha introdotto la Cyber-Shot technology, vanta telefoni cellulari focalizzati sulla qualità della fotocamera inclusa nel dispositivo. Questa categoria presenta prodotti ad elevate prestazioni, difficilmente riconducibili ad altri produttori: un esempio è il "super terminale" K850i che, con la sua fotocamera digitale da ben 5 mpx con autofocus e flash allo xeno, si colloca ai vertici della categoria. Ben presto sarà affiancato dal C902 con medesime funzionalità con il plus di un display ad alta definizione. A fine anno uscirà in Italia il primo cellulare con fotocamera a 8 MP che verrà montata sul C905 e sarà accompagnata da flash allo xeno, stabilizzatore elettronico e riconoscitore di visi. Questo sta a dimostrare che Sony Ericsson crede moltissimo nella multimedialità dei suoi terminali e a livello fotografico non ha davvero concorrenti. Sony Ericsson ha iniziato la sua campagna di marketing globale per il marchio Cyber-shot nel 2006 con il lancio di 'Never Miss a Shot': la promozione è stata accompagnata da tenniste di grande fama come Ana Ivanović e Daniela Hantuchová. Prodotti: K200, K205, K220, K300, K310, K320, K330, K500, K508, K510, K530, K550, K600, K608, K610, K618, K630, K660, K700, K750, K770, K790, K800, K810, K850, K858.
- Serie M, che propone cellulari di alta fascia come la serie P, dedicati dunque ad un pubblico operante nel business. Prodotti: M600.
- Serie P, che comprende cellulari rivolti ad una clientela top che opera nel mondo degli affari. Prevede l'utilizzo del noto sistema operativo Symbian e delle ultimissime tecnologie quali Wi-Fi e HSDPA, display touchscreen, memoria ad elevata capacità ed espandibile, lettore multimediale per file PDF, Word, Excel, MP3 ed MPEG-4 e molto altro ancora. Prodotti: P1, P800, P900, P910, P990.
- Serie R, prodotti: R300, R306.
- Serie S, offre cellulari dal design accurato, normalmente con apertura a slide, e rivolti ad un pubblico femminile attento non solo ai dettagli ma anche ai contenuti. Prodotti: S302, S500, S600, S700, S710.
- Serie T che offre cellulari di bassa-media fascia, tutti Candybar ma con un design accurato e contenuti tecnologici avanzati. Prodotti: T68i, T100, T200, T230, T250, T270, T280, T290, T300, T303, T310, T600, T610, T630, T650.
- Serie V, cioè telefoni cellulari di media fascia che l'azienda produce in esclusiva per Vodafone Italia. Prodotti: V600, V630, V640, V800.
- Serie W, o più comunemente Walkman, è propria di quei telefoni cellulari mirati ad una clientela che ama la musica in movimento. La continua ricerca di innovazioni tecnologiche, atte ad attirare il maggior numero di clienti, ha fatto nascere la tecnologia "shake control": tramite questa funzionalità, il proprietario ha la facoltà di cambiare brano musicale semplicemente agitando il cellulare evitando dunque di premere i tasti direzionali; altro elemento di vanto è il dispositivo sense me che permette all'utente di selezionare le varie canzoni in base al proprio stato d'animo. Degna di nota la premiazione del W910i Walkman Phone come Miglior Telefono in occasione del 13º Global Mobile Awards 2008 della GSM Association per aver ridefinito il concetto di "musica sul cellulare". Sempre in ambito di riconoscimenti, i cellulari della serie W hanno ricevuto il plauso delle pop star Christina Aguilera e Jason Kay in tutta Europa. Prodotti: W200, W300, W300i, W302, W350, W380, W550, W580, W595, W600i, W610, W660, W700, W710, W715, W760, W800, W810, W830, W850, W880, W890, W900, W902, W910, W950, W960, W980, WT19I, W995.
- Serie X per gli smartphone Xperia il cui primo terminale, l'X1, è in vendita da ottobre 2008.
- Serie Z che offre cellulari di ultima generazione, di classe e tecnologia medio-alta e per lo più rivolti ad un pubblico femminile molto più attento ai dettagli che ai contenuti. Di questa serie famoso è il Sony Ericsson Z1010 ovvero il primo cellulare UMTS prodotto dalla casa nipposvedese. Prodotti: Z200, Z250, Z300, Z310, Z320, Z500, Z520, Z525, Z530, Z550, Z555, Z600, Z610, Z710, Z750, Z770, Z780, Z800, Z1010.

## Sponsor
- Sony Ericsson è stato il dodicesimo sponsor ufficiale per la squadra di calcio italiana Juventus La partnership prevede l'inserimento del logo del produttore nippo-svedese di telefoni cellulari a bordo campo e sui pannelli che fanno da sfondo alle interviste televisive. A sua volta, Sony Ericsson userà il marchio bianconero per le sue iniziative commerciali.
- Sony Ericsson è stato il main sponsor degli MTV Video Music Awards 2009 tenutisi il 5 novembre 2009 a Berlino. La casa madre fondatrice Sony vuole continuare il rapporto di partnership con la multipiattaforma Mtv Networks nata nel 2008 nel medesimo evento. L'intento è anche quello di continuare a sottolineare l'impegno costante di S.E. nel proporre al pubblico prodotti all'avanguardia nel campo della musica.
- Il produttore nippo-svedese è stato il marchio di telefoni cellulari ufficiale nel Campionato mondiale di calcio 2010 che si è disputato in Sudafrica. Il logo ha fatto da sfondo, assieme ad altri, alla manifestazione calcistica.
- Sony Ericsson è stato uno degli sponsor del primo concerto dei The Bastard Sons Of Dioniso a Trieste, secondi classificati del talent show di Rai 2 X-Factor.